# Louis Bayle
Pour les articles homonymes, voir Bayle.
Louis Bayle, né le 11 septembre 1907 à Bazas (Gironde) et mort le 23 mars 1989 à Toulon (Var), est un provençaliste français.

## Biographie
Après avoir obtenu sa licence de lettres, il enseigne le français au Maroc puis devient professeur de littérature et de provençal à Toulon. Il est rédacteur en chef du magazine La Targo. Revue bilingue de la Provence à partir de 1962 et fonde l'association de promotion de la langue provençale L'Astrado à Toulon en 1965, qui inclut une maison d'édition et dispense des cours de provençal à distance.
Il collabore tout d'abord à différentes revues proches du Félibrige, dont l'Armana Prouvençau et Marsyas.
Par la suite, il se montre critique envers l'application de la graphie classique au provençal,, publie différents écrits hostiles à l'occitanisme,,, puis même au  Félibrige. En 1975, l'Astrado publie, en collaboration avec le géographe Pierre Bonnaud, un document remettant en cause l'unité de la langue d'oc. Bayle est ainsi connu, avec le sociolinguiste Philippe Blanchet par la suite,  comme l'un des principaux théoriciens cautionnant le sécessionnisme linguistique provençal,, s'opposant avec virulence à l'utilisation de la norme classique.
Il est l'auteur de plusieurs ouvrages littéraires en provençal et en français, en prose ou en vers, et remporte plusieurs prix littéraires.

## Publications

### Ouvrages littéraires
- (oc) Alba  (préf. Émile Ripert), Marseille, 1928
- Les Chavannes, 1952
- Plages, 1957
- (oc) Conte de la mar e dis isclo  (préf. Henri Bosco), Paris, 1959
- (oc) Rimo Pauro, Toulon, 1969
- (oc) Aièr e deman, Toulon, 1970
- Solitudes, Toulon, 1976
- (oc) Lis Orto de setembre, Toulon, 1977
- (oc) Cleanor e Demos. Dos peço antico per lou tems d'aro, Toulon, 1978
- (oc) Teatre per uno oumbro, Toulon, 1979

### Autres
- Grandeur de Mistral : Essai de critique littéraire, Toulon, 1964
- Grammaire provençale  (plusieurs rééditions), Toulon, 1967
- Histoire abrégée de la littérature provençale moderne  (avec Michel Courty), Toulon, 1971
- Manuel du provençal au baccalauréat, Toulon, 1972
- Traité de versification provençale, Toulon, 1973
- (oc) Proucès de l'óucitanisme, Toulon, 1975
- Considérations sur le Félibrige, Toulon, 1977
- Traité élémentaire d'orthographe occitane, Toulon, 1982
- Les verbes provençaux et leur conjugaison  (2 volumes), Toulon, 1984

## Prix
- Prix Frédéric-Mistral 1949[1]
- Prix international du roman de langue latine 1961[1]
- Grand prix littéraire de Provence 1967[1]